# Étienne Baluze

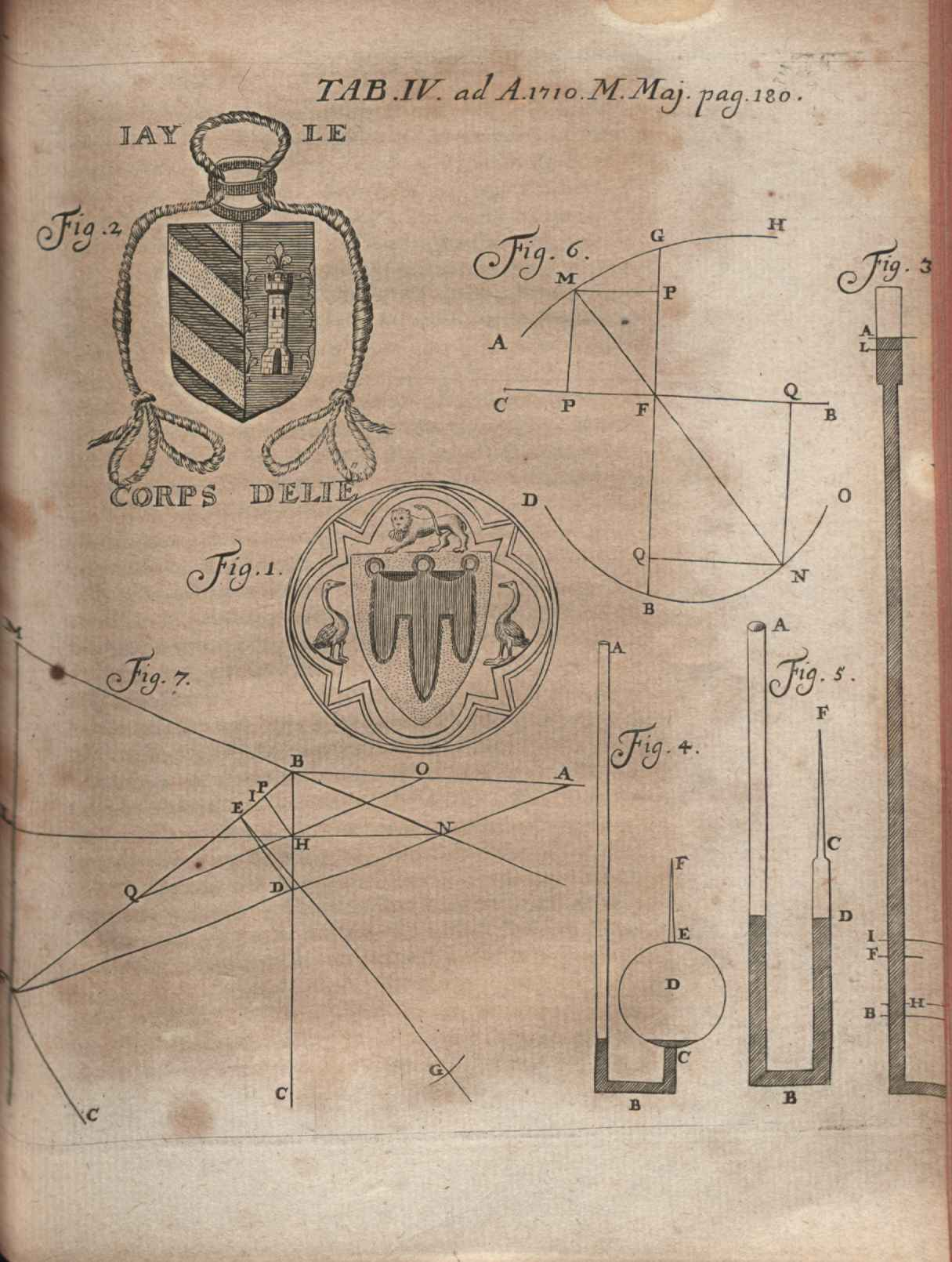
Fig. 1 - 2: Illustració de la revisió a Histoire genealogique de la maison d'Auvergne (Acta Eruditorum, 1709)

Étienne Baluze (nascut el 24 de novembre del 1630 a Tula, Llemosí - mort a París el 28 de juliol del 1718) fou un historiador, bibliotecari i editor de documents i manuscrits de França. Va ser un dels majors experts de la seva època en les seves especialitats (història de l'església, patrística i dret medieval). De 1640 a 1652, durant la Guerra dels Segadors, fou visitador general del Principat de Catalunya. Va publicar més de seixanta llibres, dels quals l'edició pòstuma de la Marca Hispanica sive limes hispanicus (1688), de Pèire de Marca, va ser fonamental per a la història catalana.
Va estudiar dret i història a Tolosa. En graduar-se va esdevenir secretari de l'arquebisbe Pèire de Marca; en aquest càrrec fou present a la Conferència de Ceret i en redactà les actes. El 1665 va defensar les tesis per obtenir el títol de doctor en dret canònic. El 1667 va esdevenir bibliotecari de Jean-Baptiste Colbert per més de treinta-tres anys i, el 1689, catedràtic de dret canònic del Col·legi Reial de Paris (avui Collège de France), del qual el 1707 va esdevenir director. Al seu llibre Histoire générale de la maison d'Auvergne (Història general de la casa d'Alvèrnia; 1708) va defensar el dret d'Emanuel Teodosi de la Tour d'Alvèrnia (dit Cardenal de Bouillon) sobre aquestes terres; en utilitzar aparentment documents falsificats, va caure en desgràcia i el rei Lluís XIV el va demetre el 1710 i el 1711 va ser bandejat de París. Després de la mort de Lluís XIV, el 1715, hi va tornar però no va ser rehabilitat. Va morir tres anys després, el 1718.
Al llarg de la seva vida, Baluze va publicar més de seixanta llibres, d'història de França, d'història de l'Església, etc. que, sovint, contenien la publicació de documents històrics d'arxiu (vegeu: Obres destacades). També redactà una història de la seva ciutat natal, Tula: Historiae Tutelensis libri tres (1717).
La Biblioteca Reial, antecessora de la Biblioteca Nacional de França va adquirir després de la seva mort els manuscrits que havia heretat de Pèire de Marca i els seus propis, on són catalogats com Collection Baluze.
Obres destacades
- Capitularia regum Francorum (1677)
- Marca Hispanica sive limes hispanicus, hoc est, geographica & historica descriptio Cataloniæ, Ruscinonis, & circumjacentium populorum (1688) (editor)
- Nova Collectio Conciliorum seu Supplementua ad collectionems Phil. Labbei (en llatí).  París: François Muguet, 1683.
- Historia Paparum Avenionensium (1693)
- Miscellaneorum libri VII, s. collectio veterum monumentorum, quae hactenus latuerunt (1678–1715)